# Burg Kirchzarten (Hochstauden)
Die Burg Kirchzarten ist eine abgegangene mittelalterliche Niederungsburg (vermutlich eine Wasserburg) circa 1000 Meter nordwestlich der Talvogtei, eines ehemaligen Wasserschlosses und heutiges Rathaus, auf dem Flurstück „Hochstauden“ nordwestlich der Gemeinde Kirchzarten im Landkreis Breisgau-Hochschwarzwald in Baden-Württemberg.
Die Geschichte der Burg ist bis heute völlig unbekannt, von der ehemaligen Burganlage ist nichts erhalten, sie ist heute nur noch im Luftbild zu erkennen. Eine weitere gleichartige Burgstelle liegt etwa 500 Meter südöstlich in der Flur Hagenmatten, siehe Burg Kirchzarten (Hagenmatten).